# 빗자루를 타고 달리는 웃음
《빗자루를 타고 달리는 웃음》은 2000년 11월 10일, 민음사에서 발행한 시인 김승희의 일곱 번째 한국어 시집이다.
이 시집을 정리하면서 웃음의 힘을 알아 기뻤다.
(중략)
김기창 화백의 미수전(米壽展)에서 자루 걸레에 검은 먹을 묻혀 마구 후려친 웃음의 대 폭주(大暴注, 大暴走)를 보았다. 비천하고 고단한 자루 걸레의 일필휘지에서 참 많은 고통과 환희의 카니발을 느끼면서 거장이 창조한 〈13월 13일〉속을 몽환인 듯 걸어나왔다. 경복궁 앞에서 허리가 끊어지도록 웃느라고 한참을 걸어나가지를 못했다.
 많은 인간적 고통을 통과해 온 거장의 빗발치는 자루 걸레 그림(〈점과 선 시리즈〉)에서 〈아름다운 타자들의 연대〉를 느낀 순간 나는 그만 그렇게 검은 까마귀와도같이 펄럭이는 유쾌한 웃음의 홍수를 출산하고 말았던 것이다. 초월로서의 웃음을 말하고자 하는 것이 아니라 헤게모니-권력(들)에 대한 검색과 전복으로서의 웃음.
나의 시가 그런 유쾌한 검은 폭소의 실존적 울림을 가졌으면 좋겠다.— 김승희 시인, 후기

활화산의 언어, 김승희의 시는 그렇다. 안에서 뜨거워진 것들이 분출되고 폭발하고 흘러넘친다. 억압에 예민한 무의식의 처녀성과 고통에 섬세한 샤먼적 감수성에서 거침없이 터져나오는 불꽃과 용암과 화산재의 언어들, 고열의 물렁한 반죽처럼 흘러내리고 중력을 뚫고 미친 듯이 춤추며 날아다니는 신들린 언어, 거대한 능욕에 힘차게 반역하는 이런 격렬한 불의 샘 같은 입을 가졌던 선배 시인으로는 김수영이 있다. 말의 역동성과 활달한 리듬, 자신을 가차없이 발가벗김에 있어서 그들은 같은 예술가적 기질을 타고난 듯하다. 그러나 광기의 폭발력에 있어서는 누가 김승희의 활화산 같은 광기를 당하겠는가.— 최승호, 뒷표지

## 같이 보기
- 김승희 시인 (1995년). 《세상에서 가장 무거운 싸움》.